# Rioupéroux
Rioupéroux est un village français situé dans le département de l'Isère, dans la vallée de la Romanche. Il fait partie intégrante de la commune de Livet-et-Gavet.

## Géographie
Rioupéroux est situé dans la vallée de la Romanche, en Oisans, dans les Alpes françaises. Le village est au centre de la commune de Livet-et-Gavet et sur l'axe de la route départementale 1091 reliant Grenoble (Isère) à Briançon (Hautes-Alpes). Les villages des Clos, des Ponants et la Salinière sont des hameaux limitrophes rattachés à Rioupéroux.
La forêt domaniale de Rioupéroux, gérée par l'Office national des forêts, s'étend des limites de la commune de Séchilienne en aval jusqu'à la plaine du Bourg-d'Oisans en amont.

## Histoire
Rioupéroux a connu dans le passé comme l'ensemble de cette vallée alpine un développement industriel très fort qui, grâce à la force de l'eau de la Romanche, a entraîné des machines de papeteries, des usines de fontes de métaux mais également des centrales de production hydro-électriques. Toutes ces usines ont contribué à la richesse de cette commune et ont permis de construire un véritable empire économique au milieu de la montagne au fil de la Romanche.
Les premières industries de la vallée de la Romanche s'installent à Rioupéroux.
En 1893 Rioupéroux voit l'arrivée d'un chemin de fer des Voies Ferres du Dauphiné assurant la ligne Vizille-Le Bourg d'Oisans.
Rioupéroux va par la suite se transformer avec l'arrivée de l'industrie électrométallurgie et électrochimique.
Aujourd'hui, l'architecture des maisons de la Salinière rappelle qu'autrefois des personnes très fortunées, responsables des usines de la vallée y habitaient.
Les industries de Rioupéroux ont totalement disparu, laissant place à un paysage plus verdoyant.

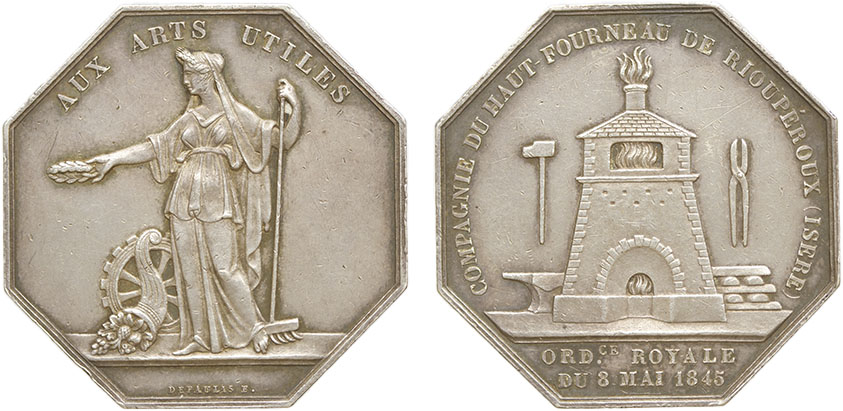
Jeton de la compagnie du haut fourneau de Rioupéroux par Depaulis

## Économie

### Services

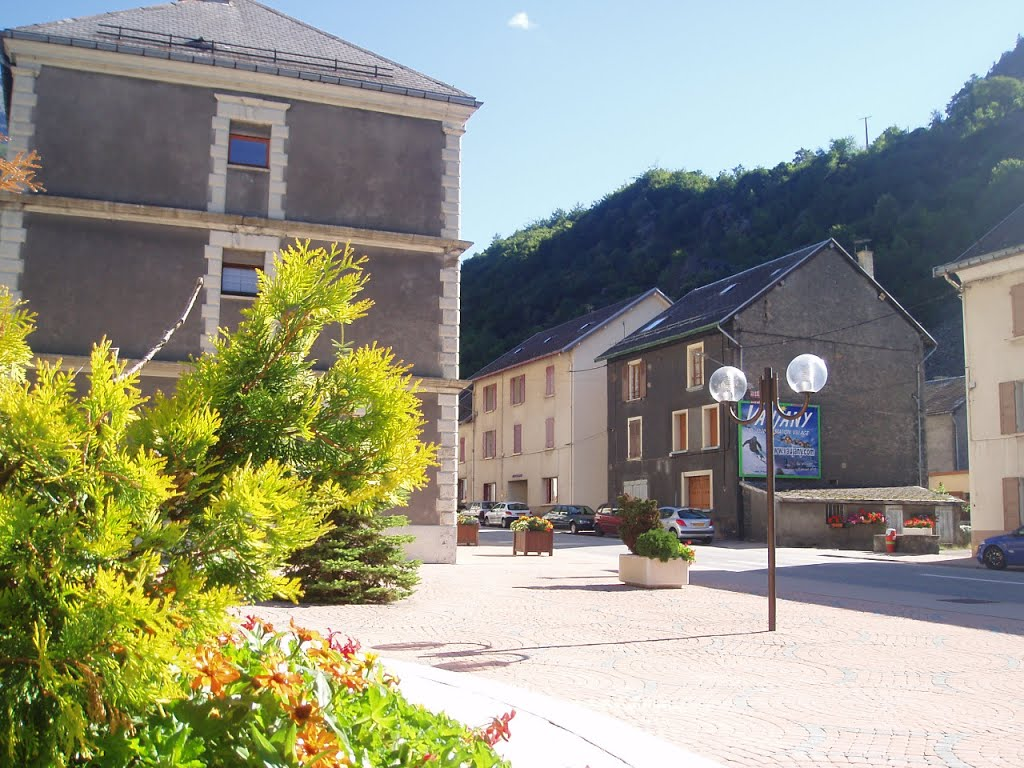
Centre de Riouperoux

Le bourg possède de nombreux commerces (boulangerie, pharmacie, épicerie, la poste, restaurants, bibliothèque...), ainsi qu'une école primaire, une école maternelle, une caserne de sapeurs-pompiers, une ancienne gendarmerie, un club 3e âge, un médecin ainsi qu'un dispensaire.

### Tourisme
Rioupéroux, village au centre de la commune de Livet-et-Gavet, est à l'aube d'une redynamisation économique. La démolition de plusieurs centrales hydroélectrique ainsi que le démantèlement du canal EDF, à la suite de la mise en service de la centrale hydroélectrique de Romanche Gavet, ouvrira de nouveaux espaces disponibles. Cela permettra la construction de nouveaux logements et aussi la future déviation de la RD1091 qui désenclavera le centre de Rioupéroux et améliorera le cadre de vie et la sécurité du centre, à l'image du village de Gavet. Il faudra également veiller à recréer des emplois locaux, avec l'installation d'une zone artisanale, tout en gardant le futur esprit touristique de la vallée, avec la future voie verte reliant Vizille à l'Oisans.

## Culture locale et patrimoine
Le musée de Rioupéroux, appelé musée de la Romanche, retrace l'histoire de la Romanche, des industries et des hommes qui ont participé au développement du sud grenoblois.
Un imposant rocher aux abords de la RD1091 apporte de la curiosité, qui par hasard, se présente en forme de tête, est appelé Tête de Louis XVI.

### Sports

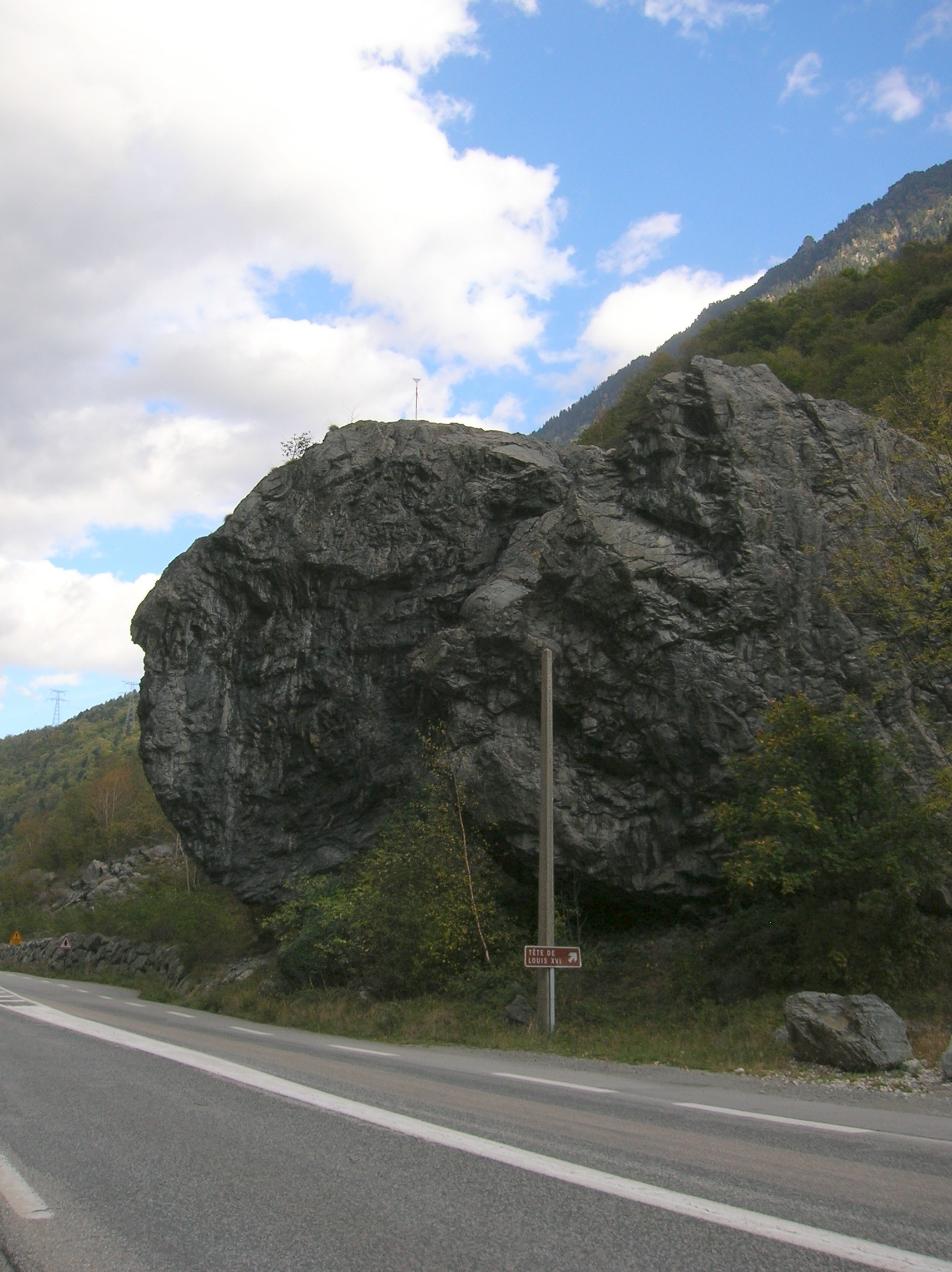
Le rocher nommé « Tête de Louis XVI »

Rioupéroux est un lieu de pratique de l'escalade sur blocs (gneiss), avec plus de 110 blocs, 6 secteurs, 350 passages fléchés.
La topographie du site offre par ailleurs de nombreux départs de randonnée pédestre, par exemple vers le lac du Poursollet ou encore la station de ski de Chamrousse. Les sentiers sont parfois raides mais offrent un beau panorama sur les vallées.
Rioupéroux est également un passage annuel de la course de trail grenobloise UT4M qui, chaque été, offre un défi sportif important dans une ambiance très conviviale.
Le rocher de la tête de Louis XVI sert aussi régulièrement de terrain d'entraînement de moto trial.